# 86 (număr)
86 (optzeci și șase) este numărul natural care urmează după 85 și este urmat de 87.

## În matematică
- 86 este al 25-lea număr semiprim distinct; în afară de el însuși și 1, are 2 divizori (2 și 43).[1][2] Este a 13-lea semiprim de forma 2.q.
- Este un număr nontotient[3] și noncototient.[4]
- Este un număr Erdős-Woods, deoarece se poate găsi un șir de 86 numere întregi consecutive astfel încât fiecare membru din șir să aibă un factor comun cu ultimul sau cu primul termen din șir.[5]
- Este un număr fericit[6][7] și un autonumăr în baza de numerație 10.[8]
- Apare în șirul Padovan, după termenii 37, 49, 65 (este suma primilor doi termeni).[9]
- Este un număr Størmer.[10][11]

## În știință
- Este numărul atomic al radonului.[12]
- În tabelul periodic al elementelor modern, se regăsesc 86 de elemente clasificate ca metale.

### Astronomie
- NGC 86 este o galaxie lenticulară din constelația Andromeda.
- Messier 86 este o galaxie eliptică din constelația Fecioara.
- 86 Semele, un asteroid din centura principală.

## În alte domenii
Optzeci și șase se mai poate referi la:
- Prefixul telefonic internațional al Chinei (+86).[13]
- Codul pentru departamentul francez Vienne.
- Poitiers Basket 86, un club de baschet din Poitiers, Nouvelle-Aquitaine.
- Denumirea prescurtată pentru modelul Toyota AE86.
- E86, un drum european.